# Vanessa Giácomo

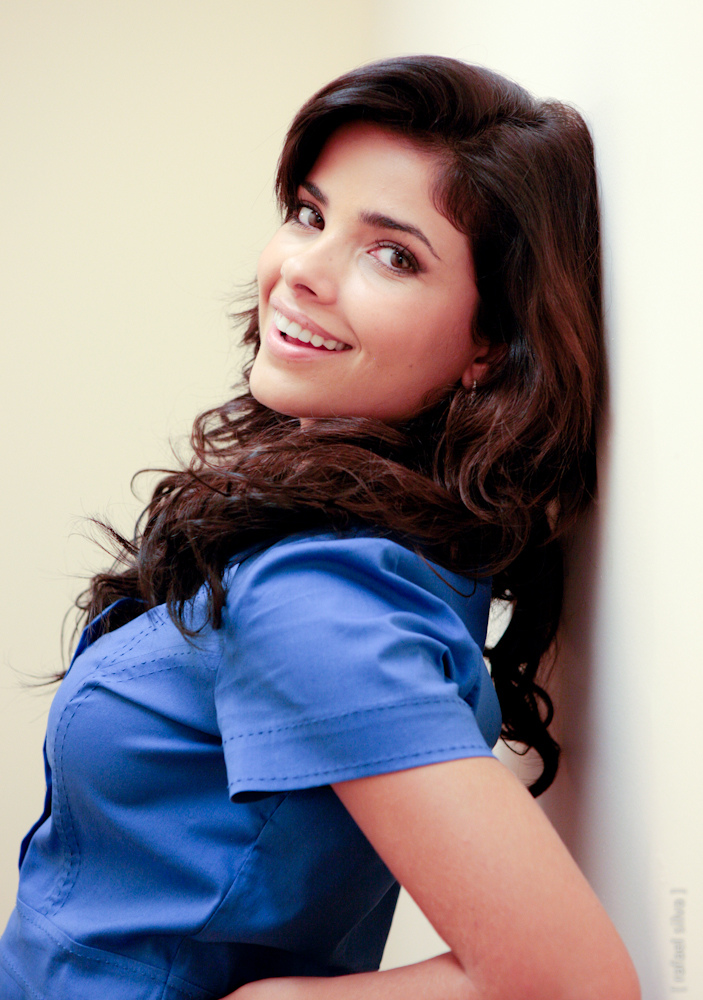
Vanessa Giácomo

Vanessa Mendes da Silva Lima (anhörenⓘ; * 29. März 1983 in Volta Redonda, Rio de Janeiro) ist eine brasilianische Schauspielerin.

## Biografie
Vanessa begann im Alter von 13 Jahren mit der Schauspielerei, damals besuchte sie Theater- und Ballettkurse. Ihre ersten Aufführungen waren in Kinder- und Erwachsenen-Theaterstücken wie Walzer Nr. 6, Monolog von Nelson Rodrigues erstellt von der „Proscenium“ Theatergruppe.
Vanessa debütierte 2004 im Fernsehen (schon mit dem Nachnamen Giácomo, den sie von ihrem Großvater mütterlicherseits, „Joao Jàcomo“ hat) als sie die Hauptfigur des Remakes der Telenovela „Cabocla“ übernahm. Um die Rolle von „Zuca“ zu interpretieren (Rolle von „Gloria Pires“ im Jahr 1979) musste Vanessa gegen 15 andere Kandidatinnen konkurrieren. Vor dieser großen Rolle hatte sie nur wenige kleine Rollen in den Serien „Malhacao“, „Presenca de Anita“ und „Linha Direta“, außerdem unzählige Castings für verschiedene Rollen.
Vanessa spielte die Rolle der „Juliana“ im Remake 2006 der Telenovela „Sinha Moca“ 1986. Im November 2006 debütierte sie im Kino mit „Canta Maria“ von Francisco Ramalho Jr. Im Januar 2007 nahm sie an der Miniserie „Amazonia“ von Chico Mendes als „IIzamar Mendes“ teil und in „Duas Caras“ von Aguinaldo Silva ebenfalls.
Im Jahr 2011 nahm sie an der Telenovela „Morde e Assopra“ teil als „Celeste Sampaio“ und 2012 als „Malvina Tavares“ in „Gabriela“ (Telenovela).
Vanessa war von 2004 bis 2012 mit Daniel de Oliveira verheiratet, der ebenfalls Schauspieler ist. Mit ihm wurde sie Mutter von Raul (21. Januar 2008) und Moisés (29. Mai 2010). Sie unterstützt die NGO „Human Rights Movement“.

## Filmografie

### Fernsehen
- 2004: Cabocla
- 2006: Sinha Moca
- 2007: Amazonia
- 2007: Duas Caras
- 2009: Paraiso
- 2009: Caras e Bocas
- 2010: Escrito nas Estrelas
- 2011: Morde e Assopra
- 2012: Gabriela
- 2013: Amor à Vida

### Kino
- 2006: Canta Maria
- 2006: Os 12 Trabalhos
- 2008: A Ilha dos Escravos
- 2009: Jean Charles
- 2009: O Menino da Porteira
- 2013: Solidões

## Auszeichnungen
| Jahr | Preis                   | Grund                                                                     |
| ---- | ----------------------- | ------------------------------------------------------------------------- |
| 2004 | Prêmio Qualidade Brasil | Revelation TV-Schauspielerin des Jahres                                   |
| 2004 | Prêmio Melhores do Ano  | Revelation Schauspielerin                                                 |
| 2004 | Prêmio Contigo          | Revelation Schauspielerin                                                 |
| 2011 | Prêmio Extra de TV      | Nominiert für die beste Nebendarstellerin (Celeste aus „Morde e Assopra“) |